# Petra Kelly
Petra Karin Kelly, más conocida por Petra Kelly (29 de noviembre de 1947 - 1 de octubre de 1992) fue una política, defensora de los derechos humanos  y activista por la paz alemana y una de las principales fundadoras del partido Alianza 90/Los Verdes y miembro del Bundestag alemán de 1983 a 1990.

## Biografía
Nació en Günzburg, Baviera, en 1947, y vivió y estudió en Estados Unidos entre 1959 y 1970. Su nombre de soltera era Petra Karin Lehmann pero cambió su nombre por el de Kelly tras casarse su madre con el que sería su padrastro, un Oficial de la Armada estadounidense. Fue educada de muy joven en la religión católica en un convento de Gunzburgo y después asistió al colegio en Georgia, al radicarse su familia en Estados Unidos. Mantuvo su ciudadanía alemana durante toda su vida.
Fue una admiradora de Martin Luther King, Jr. e hizo campaña a favor de Robert F. Kennedy y Hubert H. Humphrey en las elecciones presidenciales de Estados Unidos de 1968. Estudió ciencias políticas en la School of International Service en la denominada American University (Washington D. C.) desde 1966 y fue graduada desde el European Institute en la Universidad de Ámsterdam en 1971. Mientras trabajaba en la Comisión Europea (Bruselas, Bélgica, 1971-1983), participó en numerosas campañas a favor de la paz y el medio ambiente en Alemania así como en otros países. Petra Kelly fue una de las fundadoras en 1979 del Partido de los Verdes (Die Grünen), el Bündnis 90 / Die Grünen. Entre los años 1983 y 1990, fue miembro del Bundestag por los Verdes. En mayo de 1983 viajó a Tenerife, dónde apoyó con su firma el Manifiesto de Tenerife, documento precursor del partido político de Los Verdes españoles. Su publicación coincidía con la polémica sobre la pertenencia de España en la OTAN y el florecimiento de los diversos partidos verdes en el resto de países europeos.
Kelly recibió el Right Livelihood Award (conocido también como el Premio Nobel Alternativo) en 1982 "...for forging and implementing a new vision uniting ecological concerns with disarmament, social justice and human rights."(en español: Por forjar y aplicar una nueva visión que vincule las preocupaciones ecológicas con el desarme, la justicia social y los derechos humanos.)
En el año 1992 Petra Kelly moría asesinada en Bonn por un disparo cuando dormía, aparentemente por su pareja, el exgeneral y político del partido verde Gert Bastian (nacido en 1923), que después se suicidó. Los amigos de Kelly creen que la muerte era inesperada y ocurrió sin su consentimiento. Ella tenía cerca de 45 años; él tenía 69. (Los detalles de este suceso pueden encontrarse en diferentes medios de información).

## Recordatorio de una vida
La ciudad de Bonn le dedicó en abril de 2006 un recordatorio de una vida dedicada a la paz, cambiando el nombre de una parte de la calle Franz-Josef-Strauß-Allee por Petra-Kelly-Allee. Existe una fundación dedicada a la divulgación de sus ideas y existe un premio entregado anualmente a las personas que han luchado por los derechos humanos, el Premio Petra Kelly.

### Fundación Grace P. Kelly
En 1973, como reacción a la muerte de su hermana pequeña 3 años antes como consecuencia de un cáncer, crea la fundación Grace P. Kelly con el objetivo de ofrecer a niños enfermos un entorno de juego, amable, a imagen del "Planeta de los niños" del que habla su hermana Grace.

### Fundación Petra Kelly
Con el objetivo de permitir que las ideas políticas de Petra Kelly y su mensaje continúen vivos, se creó la fundación Petra Kelly, que fue fundada en 1997 como parte de la fundación Heinrich Böll. La fundación Heinrich Böll mantiene los archivos de Petra Kelly y presenta, desde el año 1998, el premio internacional Petra Kelly para los derechos humanos, ecología y política por la no violencia.
En palabras de su amigo, el Dalái lama: “Petra Kelly ha sido designada para dedicar su vida y persona en la lucha por los oprimidos, los débiles y perseguidos de la época en la que vivimos. Su espíritu y legado de solidaridad humana e inquietud continúan para inspirarnos y animarnos a todos”.